# Карпен (Белуно)
Карпен (итал. Carpen) је насеље у Италији у округу Белуно, региону Венето.
Према процени из 2011. у насељу је живело 128 становника. Насеље се налази на надморској висини од 236 м.